# ツチハンミョウ
ツチハンミョウ（土斑猫）は、コウチュウ目（鞘翅目）・ツチハンミョウ科（Meloidae）に属する昆虫の総称である。有毒昆虫として、またハナバチ類の巣に寄生する特異な習性をもつ昆虫として知られている。
「ハンミョウ」と名がついているが、ハンミョウとは別の科に属する。しかし、ハンミョウの方が派手で目立つこと、名前が似ていることから、混同される場合がある。

## 生態

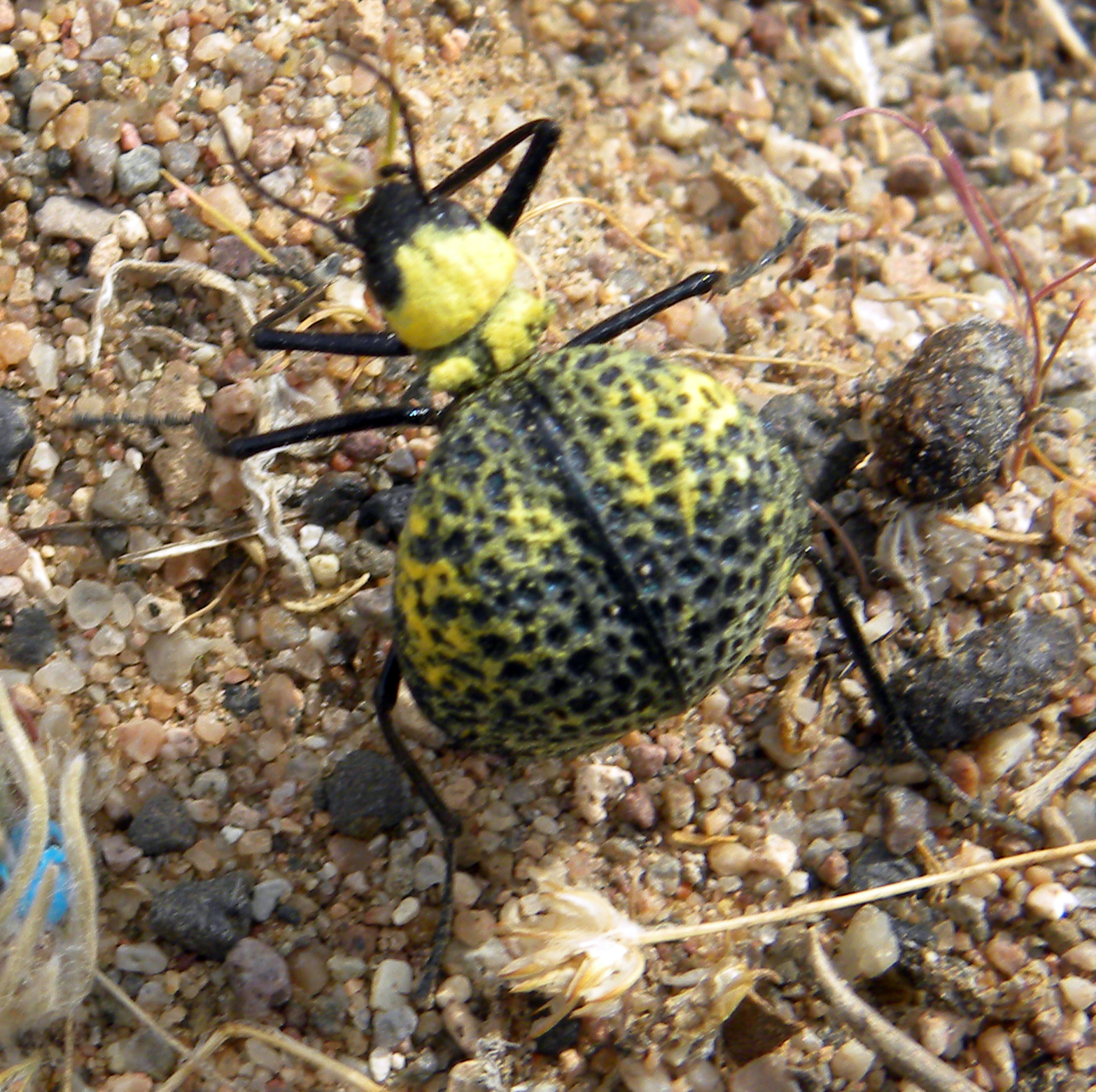
Cysteodemus armatus

成虫の出現時期は種類にもよるが、春に山野に出現するマルクビツチハンミョウ Meloe corvinusなどが知られる。全身は紺色の金属光沢があり、腹部は大きくてやわらかく前翅からはみ出す。動きが鈍く、地面を歩き回る。
触ると死んだ振り（擬死）をして、この時に脚の関節から黄色い液体を分泌する。
ツチハンミョウ科のヒメツチハンミョウやマメハンミョウなどの分泌物にはカンタリジンが含まれており接触すると水疱性皮膚炎（水膨れ）を引き起こすことがある。一方で、微量を漢方薬としても用い、イボ取り・膿出しなどの外用薬や、利尿剤などの内服薬とされた。その他戦国時代忍者が生物兵器として利用していたこともある。

## 成長と過変態
マルクビツチハンミョウなどは、単独生活するハナバチ類の巣に寄生して成長する。
雌は地中に数千個の卵を産むが、これは昆虫にしては非常に多い産卵数である。孵化した一齢幼虫は細長い体によく発達した脚を持ち、草によじ登って花の中に潜り込む。花に何らかの昆虫が訪れるとその体に乗り移るが、それがハナバチの雌であれば、ハチが巣作りをし、蜜と花粉を集め、産卵する時に巣への侵入を果たすことができる。
また、花から乗り移った昆虫が雄のハナバチだった場合は雌と交尾するときに乗り移れるが、雌に乗り移れなかったものやハナバチ以外の昆虫に乗り移ったものは死ぬしかない。成虫がたくさんの卵を産むのは、1齢幼虫が生き残れるかどうかがこのような運任せの生態に対応しているためだと考えられる。
ハナバチの巣に辿りついた1齢幼虫は、脱皮するとジムシのような形態となる。ハナバチの卵や蜜、花粉を食べて成長するが、成長の途中で一時的に蛹のように変化し、動かない時期がある。この時期は擬蛹（ぎよう）と呼ばれる。擬蛹は一旦ジムシ型の幼虫に戻ったあと、本当に蛹になる。
甲虫類の幼虫の多くは、蛹になるまで外見が大きく変わることはないが、ツチハンミョウでは同じ幼虫でも成長につれて外見が変化する。通常の完全変態よりも多くの段階を経るという意味で「過変態」と呼ばれる。このような特異な生活史はファーブルの「昆虫記」にも紹介されている。

## ヒラズゲンセイ

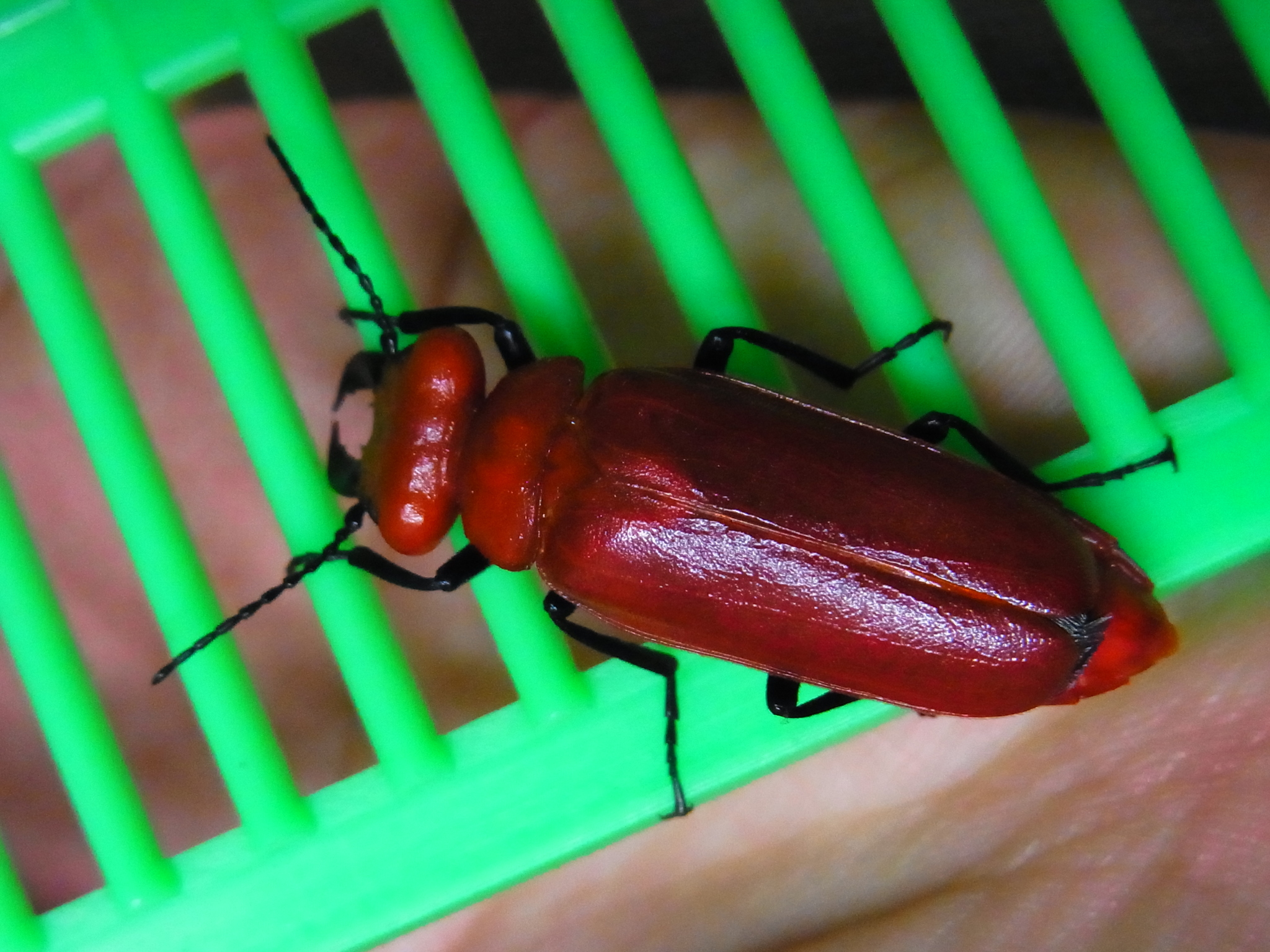
ヒラズゲンセイ

ヒラズゲンセイはツチハンミョウ科ゲンセイ亜科に属し、学名は Synhoria maxillosa (Fabricius, 1801)(ウィキスピーシーズ)。大きさは約30ミリメートルで、南方系の種類だが分布を拡げ、高知県から関西方面に分布域を広げている。幼虫は、クマバチの巣に寄生して育つ。
体液にはカンタリジンが含まれ、指などで直接触れると、かぶれや水ぶくれの原因になる。真っ赤な体とクワガタのような大あごが特徴で、6、7月に成虫になり、子どもが新種の「赤いクワガタ」であると興味を持ち触らないよう、注意が呼びかけられている。